# Pharpa
Pharpa är ett släkte av steklar. Pharpa ingår i familjen bracksteklar.
Kladogram enligt Catalogue of Life:
| Pharpa | \| \| Pharpa basimacula \| \| \| \| \| \| Pharpa dubiosum \| \| \| \| \| \| Pharpa simulatrix \| \| \| \| |
|        | \| \| Pharpa basimacula \| \| \| \| \| \| Pharpa dubiosum \| \| \| \| \| \| Pharpa simulatrix \| \| \| \| |
|        | Pharpa basimacula                                                                                         |
|        | |
|        | Pharpa dubiosum                                                                                           |
|        | |
|        | Pharpa simulatrix                                                                                         |
|        | |